# AGM-129 ACM

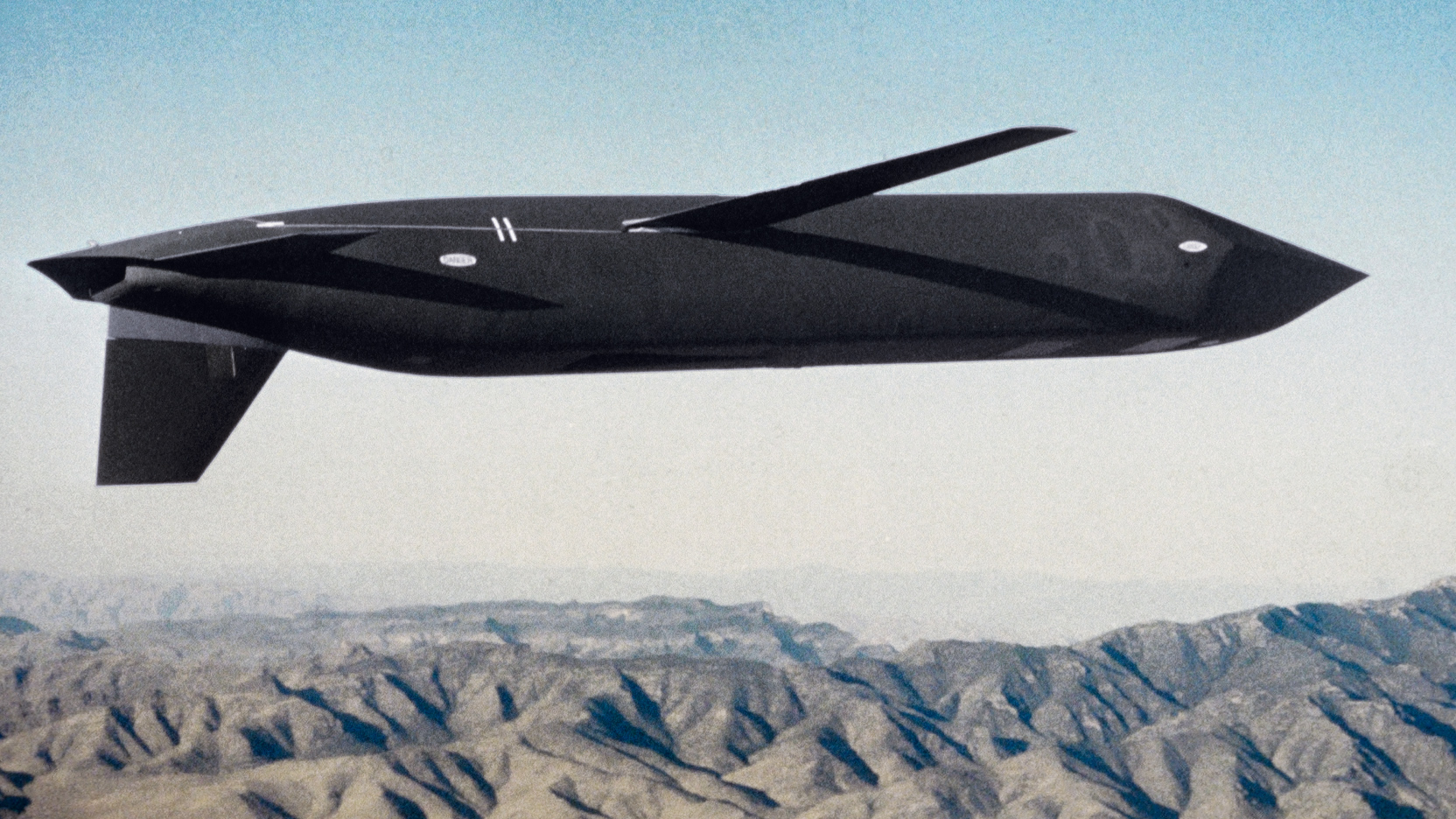
AGM-129 ACM

AGM-129 ACM은 미국의 공대지 핵순항미사일이다.

## 역사
레이시온, 록히드 마틴이 개발했으며, 1985년부터 생산되었다. 2012년 퇴역했다.

## 같이 보기
- AGM-86 ALCM -  미국, 무게 1,430 kg, 사거리 2,400 km, W80 핵탄두, 1980년 생산, 보잉
- AGM-129 ACM -  미국, 무게 1,680 kg, 사거리 3,700 km, W80 핵탄두, 1985년 생산, 레이시온, 록히드 마틴
- Kh-101 -  러시아, 무게 2,400 kg, 사거리 5,500 km, 1999년 생산
- 스톰 섀도 -  영국,  프랑스,  이탈리아, 무게 1,300 kg, 사거리 560 km, 2002년 생산
- 타우러스 미사일 -  독일, 무게 1,500 kg, 사거리 500 km, 2005년 생산